# Tetrastichus abatus
Tetrastichus abatus är en stekelart som beskrevs av T.C. Narendran 2005. Tetrastichus abatus ingår i släktet Tetrastichus och familjen finglanssteklar. Inga underarter finns listade i Catalogue of Life.